# Gene Dunlap

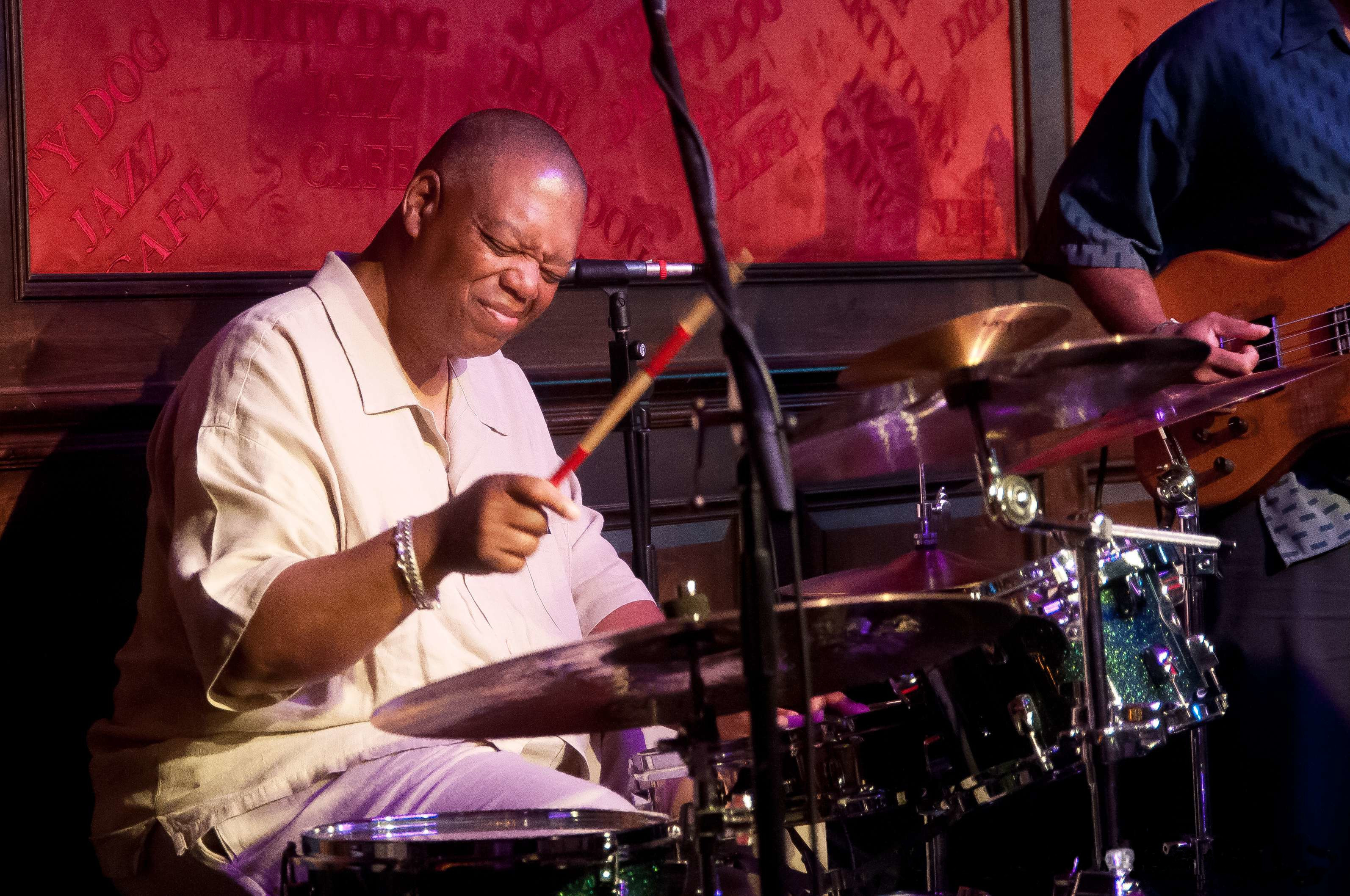
Gene Dunlap

Gene Dunlap (* 19. Juni 1954 in Detroit, Michigan) ist ein US-amerikanischer Musiker.
Dunlap begann während der High-School-Zeit mit dem Schlagzeugspielen und war mit Earl Klugh bekannt, für den er seine ersten Auftritte absolvierte. Weitere Zusammenarbeiten erfolgten mit Grant Green und Roy Ayers. Immer wieder spielte er mit Klugh zusammen, auch auf zahlreichen Veröffentlichungen.
Ab 1981 legte er Solo-Alben vor, gelegentlich auch als Bandleader, meist im Stil von Smooth Jazz mit Funkeinflüssen. 2004 erschien sein bis jetzt letztes Album.

## Alben
- 1981: It’s Just The Way I Feel (Capitol Records)
- 1982: Party In Me (Capitol Records)
- 1983: Tired Of Being A Nice Guy (Capitol Records)
- 1994: Groove with You (Avenue Records)
- 2000: Tales of the Phatman (Rhino Records)
- 2003: I Still Believe (Liquid 8 Records)
- 2004: Peaceful Days (215 Records)